# Majapahit
1292–1478
Entités précédentes :
- Royaume de Singasari

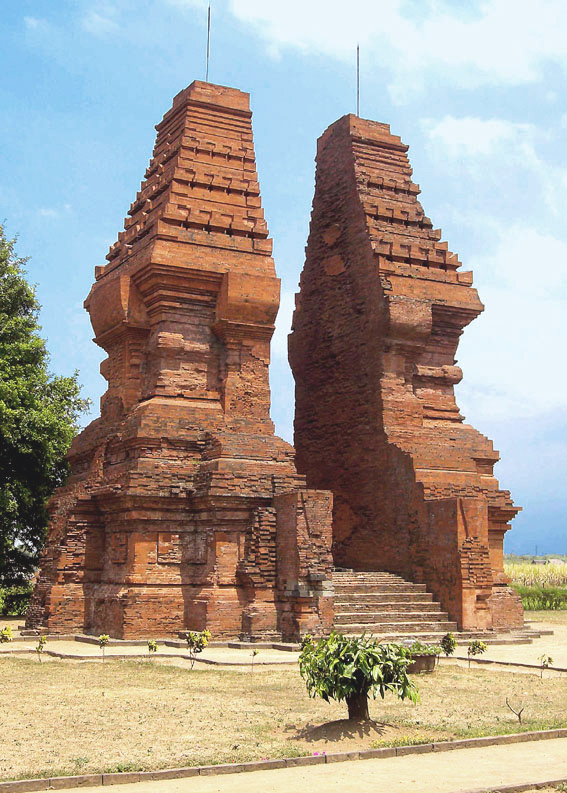
La porte Wringin Lawang à Trowulan

Majapahit (ou Mojopahit) était un royaume situé dans la partie orientale de l'île de Java en Indonésie, fondé en 1292, qui connut son apogée aux XIVe et XVe siècles sous le roi Hayam Wuruk.
Sa capitale se trouvait à Trowulan, non loin de la ville actuelle de Mojokerto, à environ 60 km au sud-ouest de Surabaya.

## Histoire
Majapahit est le plus puissant des royaumes javanais de la période hindou-bouddhique. Il n'est toutefois pas le dernier royaume hindouiste de Java. Le royaume sundanais de Pajajaran, dans l'ouest de Java, ne disparaît qu'en 1579. À l'extrême-est de Java, la principauté de Blambangan reste hindouiste jusqu'à la conversion à l'islam en 1770 de ses derniers princes, qui prêtent allégeance à la VOC (Vereenigde Oostindische Compagnie ou Compagnie néerlandaise des Indes orientales).
L’histoire du royaume a pu être reconstituée grâce notamment à des inscriptions en vieux-javanais, dans deux poèmes épiques, le Nagarakertagama (écrit en « vieux-javanais » en 1365 par le poète de cour Prapanca sous le règne de Hayam Wuruk) et le Pararaton ou Livre des Rois (écrit en « moyen-javanais », donc sans doute au XVIe siècle), et des annales chinoises, dont le Yuan Shi.
Le Kidung Sunda, poème écrit en moyen-javanais, probablement au XVIe siècle et dont une copie a été retrouvée à Bali, raconte une histoire d'amour malheureux entre Hayam Wuruk et la princesse Dyah Pitaloka (encore appelée Citraresmi), fille du roi de Sunda. Ce poème ne peut être considéré comme une source historique, mais il montre qu'à l'époque, le nom de Majapahit était encore vivant dans les esprits.
Le fondateur de Majapahit, Raden Wijaya, est le gendre du roi Kertanegara de Singasari, dont la capitale était située près de la ville actuelle de Singosari, à environ 40 km au sud de Surabaya. En 1292 Jayakatwang, prince de Kediri et vassal de Singasari, s'était révolté et avait assassiné Kertanegara. Wijaya s’allie alors avec un corps expéditionnaire envoyé par l'empereur de Chine Kubilai Khan pour tenter de soumettre Java. Raden Wijaya vainc Jayakatwang, fonde l'empire Majapahit en assimilant une partie de l'armée sino-mongole, puis pousse le reste à se retirer dans la confusion.
Le royaume atteint son apogée sous Hayam Wuruk (règne 1350-89). Le nom de Gajah Mada, régent de 1331 à 1364 puis maha patih (premier ministre) de Hayam Wuruk, nous est connu par le Pararaton. C'est sous Hayam Wuruk que Majapahit attaque Palembang dans le sud de Sumatra (c'est-à-dire la cité-État qui s'appelait auparavant Sriwijaya) en 1377. Il semble que cet événement soit à l'origine de la fuite de Parameswara, un prince de Palembang, sur la péninsule Malaise, où il fonde Malacca. Majapahit continue d'être une puissance commerciale au XVe siècle.
Le Nâgarakertâgama dresse une liste de près de 100 « contrées tributaires » de Majapahit. Outre Bali, Madura et Sunda, la liste va de Pahang sur la péninsule Malaise à Gurun dans les Moluques, en passant par Malayu (Jambi) à Sumatra et Bakulapura à Bornéo. Mises sur la carte, elles couvrent à peu près le territoire de l'actuelle Indonésie.
En réalité, le territoire directement contrôlé par Majapahit consistait dans la vallée fertile du fleuve Brantas. Un certain nombre de régions de Java étaient données en apanage à des seigneurs apparentés au roi. En s'éloignant vers l'ouest, les principaux lieux cités sont, Daha (c'est-à-dire le royaume de Kediri), gouverné par un oncle de Hayam Wuruk, Wengker (région des villes actuelles de Madiun et Nagawi), confiée à un autre oncle, Lasem (sur la côte nord), donnée à une fille de Hayam Wuruk, Pajang (région de l'actuelle Surakarta) et Mataram, l'ancienne terre de la dynastie des Sanjaya qui a construit Prambanan. En allant vers le nord puis l'est, on trouve Janggala (l'arrière-pays de Surabaya) et Singasari. Les régions plus au sud ou plus à l'est étaient considérées comme marginales, telles Blambangan et Lumajang. Ces noms continueront d'être mentionnés dans les kidung (chansons de geste) rédigées au XVIe siècle.
Une ambassade de Majapahit est envoyée en Chine en 1377. Les Chinois notent qu'il existe alors deux cours à Majapahit, une « de l'Ouest » et une « de l'Est ». Le « roi de l'Ouest » n'est autre que Hayam Wuruk lui-même. Le « roi de l'Est » a été identifié comme étant Bhre Wengker, c'est-à-dire le prince de Wengker, Wijayarajasa, l'oncle de Hayam Wuruk.
En 1404, une guerre civile éclate entre la cour de l'Ouest et la cour de l'Est. Le roi de l'Ouest est Wikramawardhana ou Hyang Wisesa (règne 1389-1429), neveu de Hayam Wuruk (1350-1389). Le roi de l'Est est Bhre Wirabhumi, le prince de Wirabhumi, fils de Hayam Wuruk. L'année suivante, l'amiral chinois Zheng He aborde à Java dans le cadre de sa première expédition. La guerre civile se conclut par la défaite et la ruine de la cour de l'Est en 1406. L'ambassade chinoise se trouve alors dans la capitale de l'Est. Wirabhumi est tué lors de la conquête de son palais. 170 Chinois meurent accidentellement dans les combats.
À la fin du XVe siècle, des guerres de successions affaiblissent Majapahit. En 1478, son territoire passe sous le contrôle des princes de Kediri. Lorsque les troupes du royaume musulman de Demak conquièrent la région en 1527, Majapahit n'existe plus, mais son prestige est tel que Demak se proclame son héritier. Blambangan reste indépendante mais ses souverains se mettront sous la protection des rois de Gelgel à Bali.
Le succès de Majapahit comme puissance économique prolonge celui de son prédécesseur Singasari. Les facteurs en sont les mêmes : une agriculture prospère et un commerce dynamique.

## Administration territoriale
Le royaume était organisé en une cascade de subdivisions administratives, avec une structure hiérarchique correspondante, soit, en allant du haut vers le bas :
- Bhumi : le royaume, dirigé par le roi ;
- Nagara : la province, dirigée par un rajya ("gouverneur"), ou natha ("seigneur"), ou bhra ("prince") ;
- Watek : le département, dirigé par un wiyasa ;
- Kuwu : le district, dirigé par un lurah ;
- Wanua : le village, dirigé par un thani ;
- Kabuyutan : le hameau.

À l'époque de Hayam Wuruk, Majapahit comptait 12 provinces, dont l'administration était confiée à des parents du roi :
1. Kahuripan (ou Janggala) : Tribhuwanatunggadewi, mère du roi ;
2. Daha (l'ancien royaume de Kediri) : Rajadewi Maharajasa, tante et belle-mère du roi ;
3. Tumapel, (l'ancien royaume de Singasari) : Kertawardhana, père du roi ;
4. Wengker (l'actuelle Ponorogo) : Wijayarajasa, oncle et beau-père du roi ;
5. Matahun (l'actuelle Bojonegoro) : Rajasawardhana, mari de la princesse de Lasem, cousine du roi ;
6. Wirabhumi (la future principauté de Blambangan) : Nagarawardhani, nièce du roi ;
7. Paguhan : Sangawardhana, beau-frère du roi ;
8. Kabalan : Kusumawardhani, fille du roi ;
9. Pawanuan : Surawardhani ;
10. Lasem (actuellement une ville de Java central) : Rajasaduhita Indudewi, cousine du roi ;
11. Pajang (près de l'actuelle Surakarta) : Rajasaduhitaiswari, sœur du roi ;
12. Mataram (l'actuelle Yogyakarta) : Wikramawardhana, nièce dur roi.

Les gouverneurs de provinces portaient le titre de Bhre, c'est-à-dire bhra i, "prince à" (et non "prince de").

## Aire d'influence

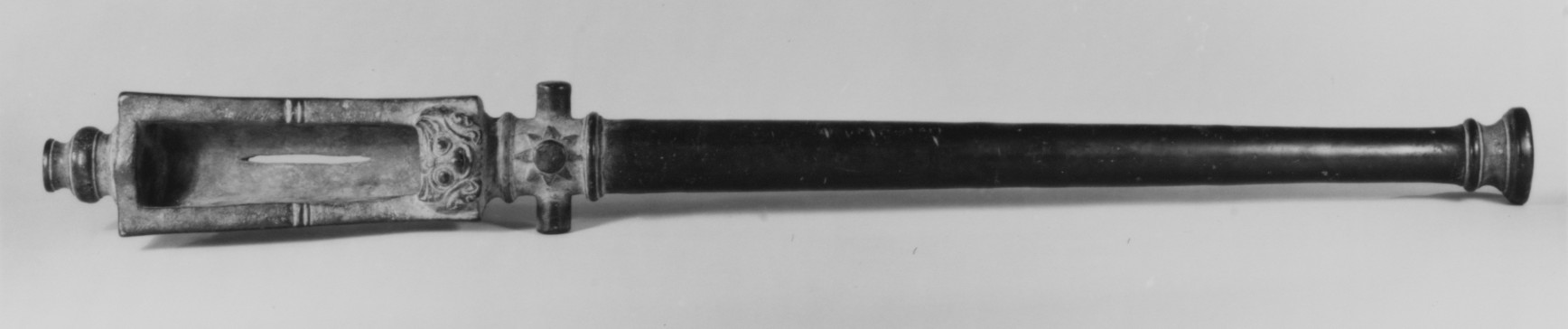
Canon en bronze présenté au Metropolitan Museum of Art de New York comme étant de Majapahit et du XIVe siècle

Les "contrées tributaires" citées par le Nagarakertagama étaient en fait des comptoirs formant un réseau commercial dont Majapahit était le centre. Le royaume y envoyait des dignitaires de son clergé shivaite, les bhujanga, dont le rôle était de s'assurer que ces comptoirs ne s'adonnaient pas à un commerce privé qui échapperait à Majapahit. Toute infraction était menacée d'une expédition punitive.
Les ports de Majapahit sont Surabaya à l'embouchure du Brantas, Gresik au nord de Surabaya, fondé au début du XIVe siècle par un Chinois et Tuban sur la côte nord. Le Nagarakertagama énumère les contrées d'origine des marchands qui viennent dans ces ports : "Jambudwipa (l'Inde), Khamboja, Cina, Yawana (c'est-à-dire le Viêt Nam), Cempa, Kharnnatakadi (sud de l'Inde), Goda (Gaur au Bengale) et Muang Syanka (le Siam)". Ce commerce international était vraisemblablement organisé par des fonctionnaires du royaume.
Sous Majapahit, les relations de Java avec la Chine s'intensifient. De 1370 à la fin du XVe siècle, l'Histoire des Ming mentionne 43 ambassades javanaises. De 1405 à 1433, l'amiral Zheng He mène sept grandes expéditions vers l'Inde, le Moyen-Orient et la côte est de l'Afrique, et fait escale à Java. Au début du XVe siècle, la Chine prend le parti de Java contre Malacca, qui revendiquait la suzeraineté sur Palembang.
Enfin, on estime que l'islamisation de Java débute à l'époque de Majapahit. On trouve en effet, à Trowulan et dans les environs, des tombes musulmanes. La plus ancienne est datée de 1290 de l'ère Saka (système de datation hindouiste commençant en 78 apr. J.-C.), soit 1368 apr. J.-C. La plus récente est datée de Saka 1397 (1475 apr. J.-C.). Majapahit était d'ailleurs exactement contemporain du sultanat de Pasai dans le nord de Sumatra, premier royaume musulman indonésien attesté.

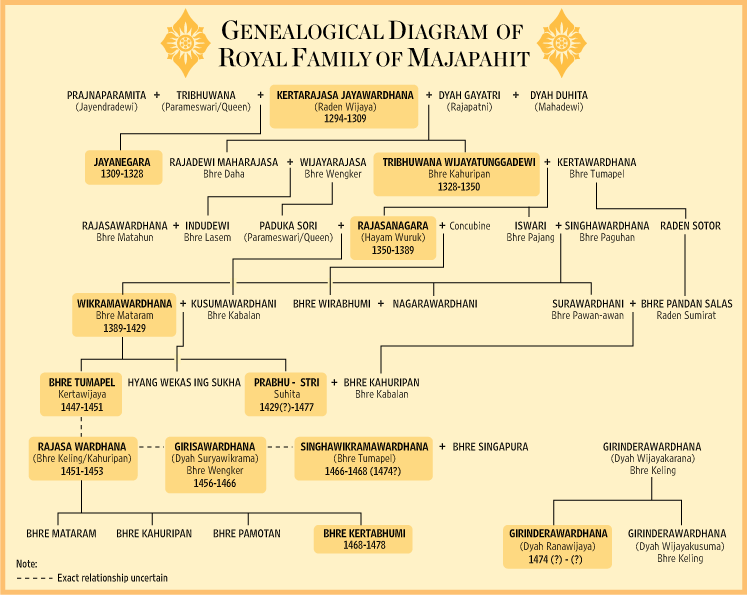
Généalogie des rois de Majapahit

## Les rois de Majapahit

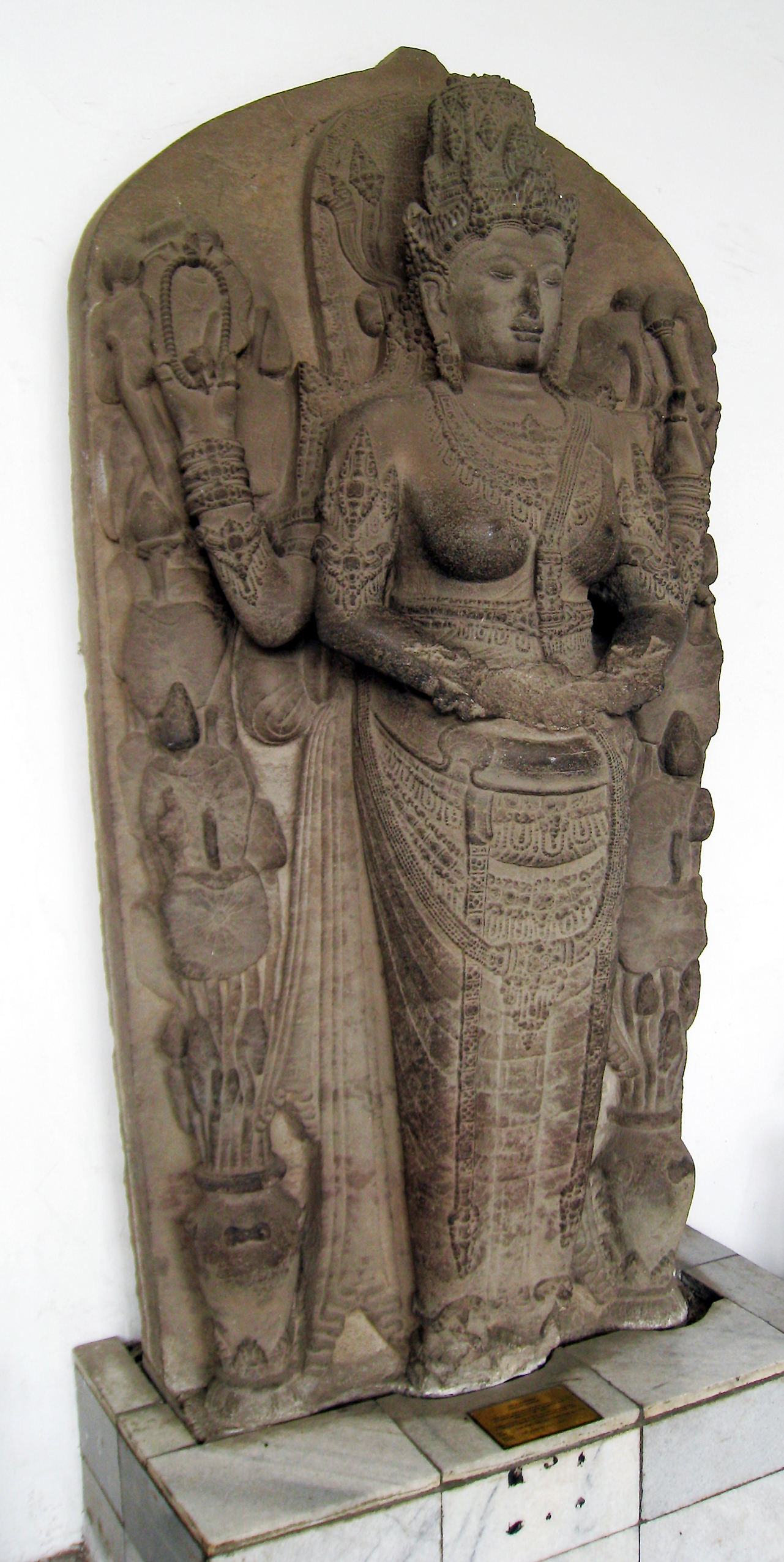
Statue of Parvati comme représentation déifiée posthume de la reine Tribhuwanottunggadewi, mère du roi Hayam Wuruk

On a pu établir avec une relative certitude les noms et dates de règne des souverains suivants :
- Kertarajasa Jayawardhana (en) (Raden Wijaya dans la tradition javanaise), 1294 - 1309 ;
- Jayanegara (en), 1309 - 1328 ;
- La reine Tribhuwana Wijayottungadewi, 1328 - 1350 ;
- Rajasanagara (Hayam Wuruk), 1350 - 1389 ;
- Wikramawardhana (en), 1389 - 1427 ;
- La reine Suhita (en), 1427- 1447 ;
- Kertawijaya (en), 1447 - 1451 ;
- Rajasawardhana, 1451 - 1453.

On constate une interruption de 3 ans, peut-être due à une crise de succession. La maison de Majapahit se divise en deux branches rivales. On connaît ensuite les dates de règne suivantes :
- Girindrawardhana 1456 - 1466 ;
- Singhawikramawardhana 1466 - 1478.

On pense que Majapahit passe ensuite sous le contrôle de sa vassale Kediri.
La tradition javanaise donne aux derniers souverains de Majapahit le nom de "Brawijaya" avec un numéro d'ordre.

## Économie
Le réseau commercial de Majapahit consistait en diverses « contrées tributaires » de l'archipel et de la péninsule malaise. Le Nagarakertagama cite notamment :
- Sumatra : Lampung, Palembang, Jambi et Malayu (autre nom de Jambi), Kabupaten de Kampar et Siak (actuelle province de Riau), Minangkabau, Barus et les pays Batak (actuelle province de Sumatra du Nord), Lamuri et Samudra (actuelle Aceh) ;
- Bornéo : Kutai (actuelle province de Kalimantan oriental), Kuta Waringin (actuelle province de Kalimantan du Sud), Sambas (actuelle province de Kalimantan occidental), Buruneng (Brunei) ;
- Péninsule Malaise : Kalanten (Kelantan), Keda (Kedah), Kelang (Kelang dans l'État de Selangor), Lengkasuka (peut-être Kedah), Pahang, Tumasik (Temasek, ancien nom de l'île de Singapour) et Tringgano (Terengganu) ;
- Petites îles de la Sonde : Bali, Lombok, Dompo et Bhima (Sumbawa), Sumba, Timur (Timor) ;
- Sulawesi : Butun (l'île de Buton), Luwuk, Makassar ;
- Moluques : Ambwan (Ambon), Gurun (les îles Gorong), Maloko (Maluku), Seran (Céram).

On remarquera l'absence du nom Sriwijaya. On peut en déduire que la cité-État s'appelait déjà Palembang à l'époque de Hayam Wuruk.
En revanche, on note "Maloko". On attribue à ce nom une étymologie arabe, Jazirat al Muluk, "l'île des rois". On peut en déduire que les Arabes, gros acheteurs d'épices, avaient donné ce nom avant le XIVe siècle, et qu'il avait été adopté par les marchands étrangers qui venaient à Majapahit.
Le Nagarakertagama ne considère pas comme "tributaires" les pays suivants, qui commerçaient avec Majapahit :
- Khamboja (le Cambodge) ;
- Yawana (c'est-à-dire le Viêt Nam, appelé Yuon en langue khmer) ;
- Cempa (le Champa) ;
- Muang Syanka (le Siam) ;
- Cina (la Chine) ;
- Jambudwipa (ou Jambudvipa, nom de l'Inde dans les textes bouddhiques) ;
- Kharnnatakadi (le Karnataka dans le sud de l'Inde) ;
- Goda (Gaur au Bengale occidental en Inde).

Si la mention de Goda correspond à la réalité, et que ce nom désigne effectivement Gaur, le fait mérite d'être noté. Gaur a été conquise par les Musulmans en 1198. Cela voudrait dire que des marchands indiens musulmans venaient à Majapahit au XIVe siècle.

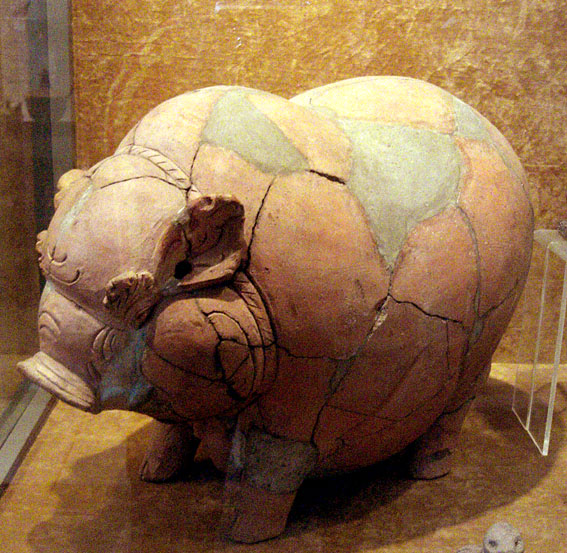
Tirelire en terracotta d'époque Majapahit

## Religion

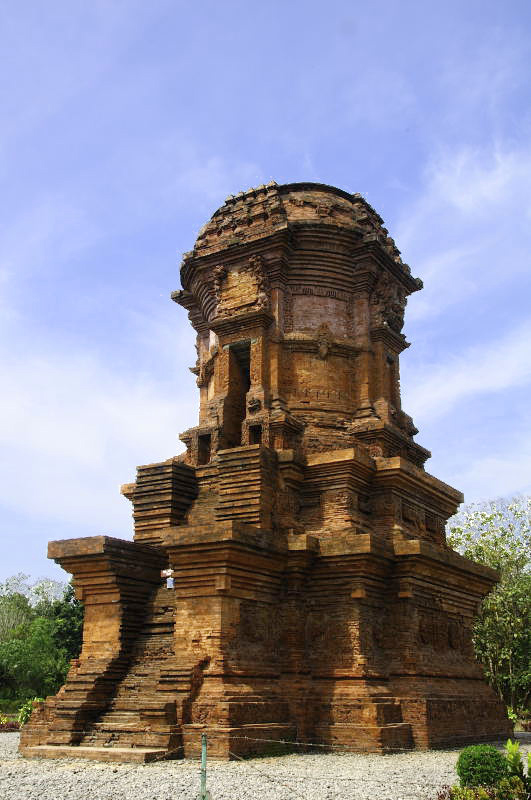
Le temple de Jabung, inauguré en 1354, est mentionné dans le Nagarakertagama comme un des lieux visités par le roi Rajasanagara (Hayam Wuruk)

Le kakawin (poème en kawi ou vieux-javanais) Sutasoma, écrit au XIVe siècle par le poète de cour Mpu Tantular, à l'époque du roi Rajasanagara, plus connu sous le nom de Hayam Wuruk, prône la tolérance entre les adeptes des cultes bouddhique et shivaïte. On en déduit que les deux cultes étaient présents dans le royaume. D'ailleurs le Nagarakertagama, autre poème, écrit en 1365 sous le règne du même Hayam Wuruk, dit du roi qu'"il est Shiva et Bouddha" et cite les clergés bouddhique et shivaite.
Par ailleurs on trouve, sur le site de l'ancienne capitale à Trowulan, des tombes musulmanes. La plus ancienne est datée de 1290 de l'ère Saka (1368 apr. J.-C.). La plus récente est datée de Saka 1397 (1475 apr. J.-C.). La période couverte par ces tombes va donc du règne de Hayam Wuruk (1350-1389) à celui de Singhawikramawardhana (1466-1478). Elles portent des inscriptions en arabe et un médaillon représentant le « soleil de Majapahit ». On pense donc qu'elles sont les sépultures de membres de la famille royale. Pourtant, le Nagarakertagama ne mentionne pas l'existence de musulmans à Majapahit. On peut se demander si ce n'est pas parce que l'auteur, le poète de cour Prapanca, considère que des musulmans ne sauraient être considérés comme faisant partie de la société de Majapahit.

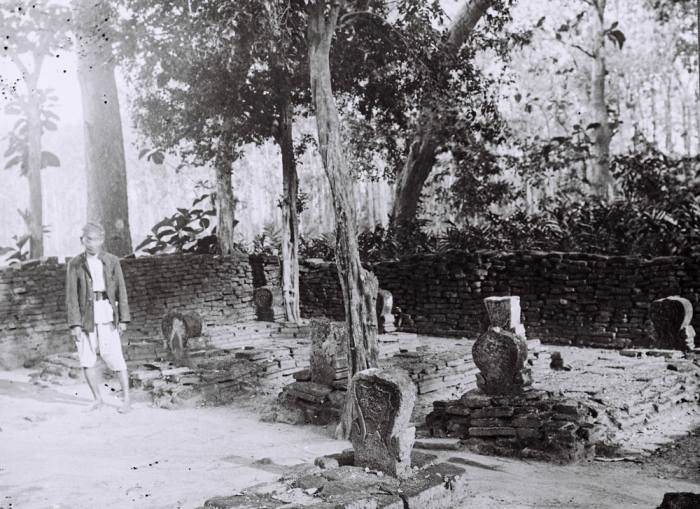
Tombes musulmanes de l'époque Majapahit à Tralaya